# Étienne de Cardaillac
Pour les articles homonymes, voir Cardaillac (homonymie).
Pour les autres membres de la famille, voir Famille de Cardaillac (Végennes).
Étienne de Cardaillac (Jacques-Étienne, dit) (1818 – 1879) est un homme politique français, conseiller général du canton de Châlus et un directeur des bâtiments civils et des palais nationaux au ministère des travaux publics et un membre de l'Académie des beaux-arts

## Biographie

### Origines
Étienne de Cardaillac est né le 8 août 1818 à Saint-Priest-Ligoure (Haute-Vienne). Il est une membre de la famille de Cardaillac, une famille de noblesse d'extraction, originaire du Quercy, maintenue noble en 1667 sur une filiation prouvée remontant à 1549. 
Il est le fils d'Auguste de Cardaillac, chef de bataillon dans le Ier régiment d'infanterie de la garde royale de Louis XVIII au moment de son mariage le 15 mars 1815 à Saint-Priest-Ligoure avec  Marie Anne Pétronille de Bony de Lavergne. Il n'a pas de descendance.

### Carrière
Il entre au service de la maison de l’empereur Napoléon III et est nommé en 1858 directeur du dépôt des marbres pour les œuvres de l’État au ministère des Travaux publics, il exerce les fonctions de chef de division des bâtiments civils, avant de devenir directeur des bâtiments civils et des palais nationaux, fonction qu'il occupe jusqu’en 1877.
Sa carrière englobe l'ère du baron Haussmann, et il participe à la Commission des Travaux de l'État qui décide des importantes transformations urbaines de Paris intervenues sous le Second Empire de 1852 à 1870.

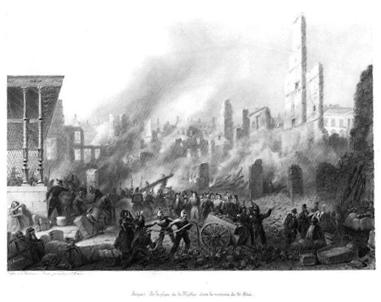
Le grand incendie de Limoges entraînera en 1864 d'importants projets immobiliers que parrainera le comte Étienne de Cardaillac.

Il est membre du jury du concours organisé en 1860 pour la construction de l'Opéra national de Paris (Opéra Garnier), jury qui écarte Viollet-le-Duc, et qui, à l'unanimité, lui préfère un jeune architecte, un temps pensionnaire de l'Académie de France à Rome (Villa Médicis) : Charles Garnier.
Il est, par goût ou du fait de ses fonctions, proche de nombreux artistes, architectes, décorateurs ou peintres, tel Félix Duban pensionnaire de la Villa Médicis (Académie de France à Rome), dont Cardaillac suivait les dépenses d'investissements immobiliers en qualité de Directeur des palais nationaux .
Jacques-Étienne de Cardaillac s’intéresse également aux opérations immobilières en cours dans sa région natale, notamment à Limoges où il parraine la constitution d’une compagnie immobilière dont le but était de reconstruire une partie du vieux Limoges, après le grand incendie qui détruisit le quartier des Arènes dans la nuit du 15 au 16 août 1864.
Il est membre, de 1863 à sa mort, de la Société française de photographie, association fondée en 1854 et reconnue d'utilité publique en 1892, dont le but est de concourir aux progrès scientifiques et artistiques de la photographie et de ses applications .
Il est nommé chevalier de la Légion d'honneur le 30 juillet 1858, puis officier le 14 août 1862 et commandeur le 14 août 1869.
Il devient membre de l'Académie des beaux-arts en 1874, où il siège en qualité de « membre libre », au fauteuil numéro 3, succédant à Henri Delaborde. À son décès, ce fauteuil revient à Henri d'Orléans, plus connu sous le nom de duc d’Aumale. Ce dernier, élu le 1er février 1880, fait, lors de son intronisation le 17 juillet 1880, l'éloge de son prédécesseur, en mettant en avant ses qualités de constructeur, parfois contestées car entraînant de nombreuses destructions de quartiers anciens en ces termes : « Prouver que le goût des restaurations intelligentes n’a pas éteint le génie créateur et que, de nos jours, si l’on s’applique plus que par le passé à entretenir et à conserver, il y a encore des esprits qui savent concevoir et des bras qui peuvent exécuter » (Henri d'Orléans, séance de l'Acadèmie des Beaux-Arts du 17 juillet 1880, extrait de l'éloge faite à son prédécesseur Jacques, Étienne de Cardaillac).
Il meurt à l'âge de 61 ans le 14 décembre 1879 en son domicile, au 182 de la rue de l'Université à Paris, et est inhumé à au cimetière du Montparnasse.

## Hommages
Sur proposition du maire Baju, le nom de Jacques-Étienne de Cardaillac, alors chef de division au Ministère des Travaux public et Conseiller général du canton de Châlus, est donné le 3 février 1864 « en souvenir des services rendus » à une place du centre ville de Châlus, créée par destruction de l’ancienne église, du cimetière et de quelques constructions adjacentes.
Débaptisée en 1881, et renommée « place de la mairie », elle retrouve, après le déménagement de la mairie de Châlus en un autre lieu, son nom d'origine « place de Cardaillac », dénomination qu'elle conserve toujours, bien que parfois orthographiée « Cardailhac ».